# Kayotsarga

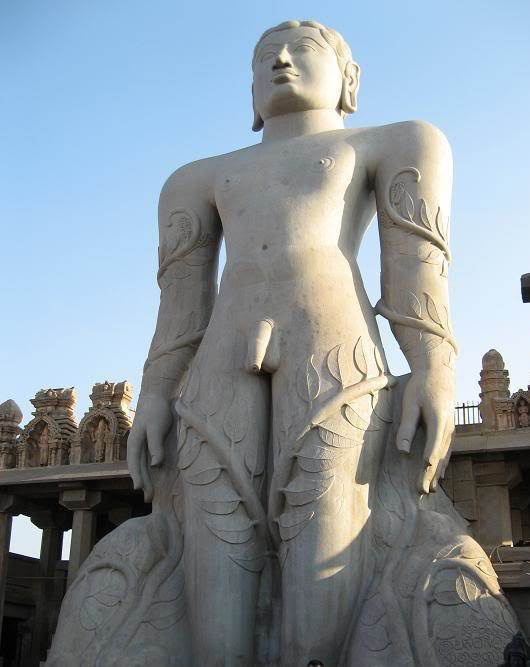
Bahubali dans une position de méditation présente dans le Kayotsarga

Le Kayotsarga  (sanskrit: कायोत्सर्ग ; prakrit: काउस्सग्ग) est une pratique du jaïnisme de contemplation. Sa traduction est: renoncer à toute activité physique. Elle est différente de la méditation qui se veut concentration sur une image, ou, sur un objet. Les Tirthankaras, les Maîtres éveillés du jaïnisme sont souvent représentés debout dans cet état contemplatif; cependant, le croyant peut pratiquer cette pratique allongé. Des fidèles ont atteint des stades de contemplation où ni la faim, ni la soif ne les interpellaient.
Cette pratique doit être régulière pour tout fidèle. Elle fait partie des avashyakas : les rituels quotidiens du moine-ascète jaïn.